# Cesara
Césara ist eine Gemeinde in der italienischen Provinz Verbano-Cusio-Ossola (VB)in der Region Piemont.

## Lage und Einwohner
Die Gemeinde Césara liegt rund 25 km südwestlich von der Provinzhauptstadt Verbania oberhalb des Ortasees und umfasst eine Fläche von 11,65 km². Zu Césara gehören die Fraktionen Colma, Grassona und Egro, die zusammen 610 Einwohner (Stand am 31. Dezember 2023) haben.
Die Nachbargemeinden sind Arola, Civiasco (VC), Madonna del Sasso, Nonio, Pella (NO) und Varallo Sesia (VC).

### Bevölkerungsentwicklung

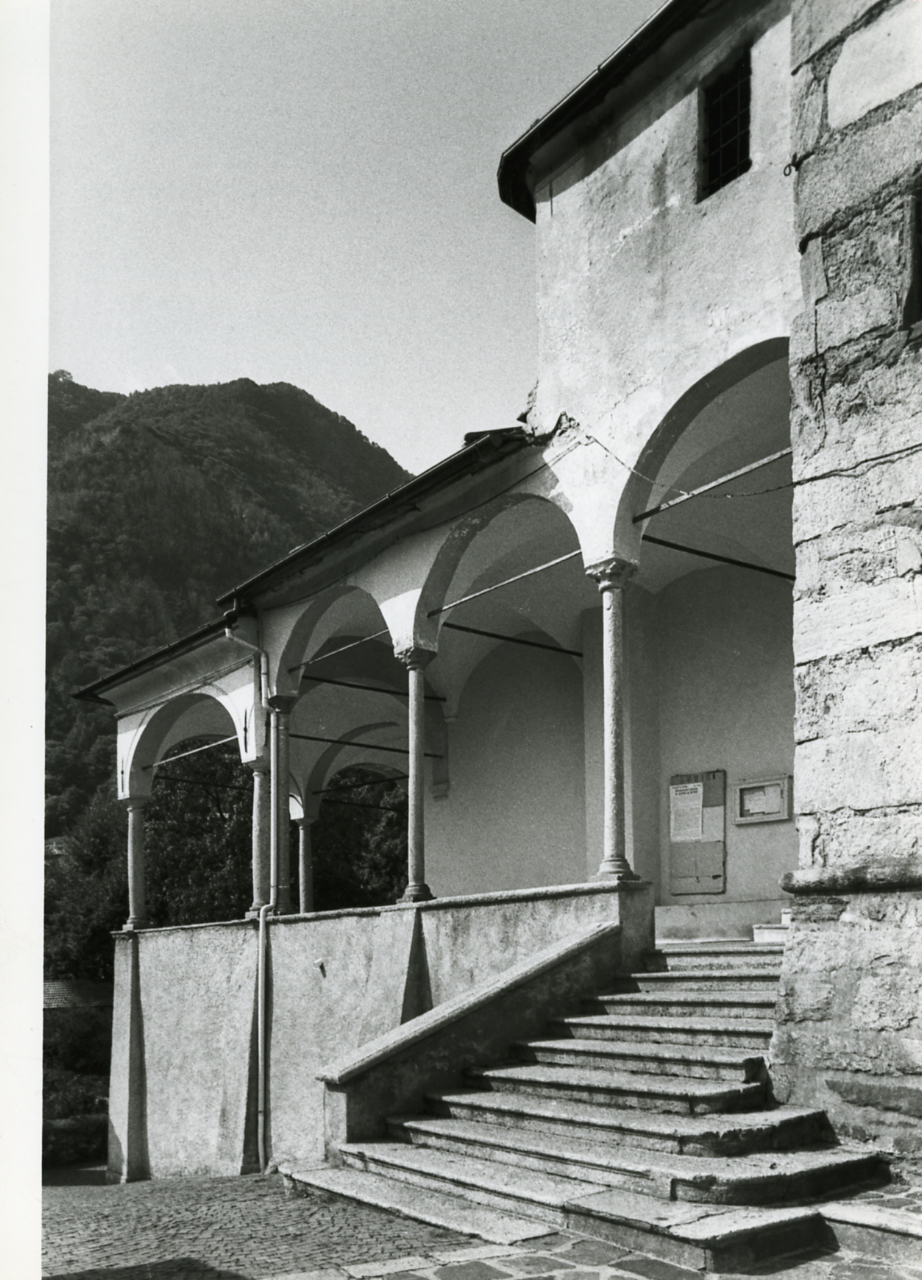
Pfarrkirche San Clemente

## Sehenswürdigkeiten
- Spätromanische Pfarrkirche San Clemente, renoviert am Ende des 16. Jahrhunderts mit dem Anbau einer Spätrenaissance Portikus; sie bewahrt Fresken des 15. Jahrhunderts und in der Apsis das Gemälde San Clemente fra i Santi Pietro e Giovanni Battista, das dem Maler Fermo Stella (* um 1490 in Caravaggio; † um 1562 ebenda) zugeschrieben ist.
- Oratorium San Lorenzo beim Friedhof bewahrt Fresken des 15. Jahrhunderts.